# Ad van Emmenes

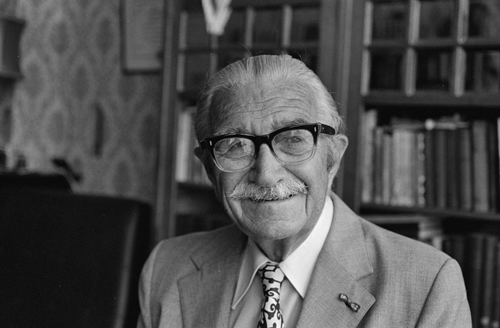
Ad van Emmenes in 1977

Adrianus van Emmenes (veelal ir. Ad van Emmenes genoemd) (Amsterdam, 27 augustus 1897 - Voorschoten, 19 juni 1989) was een Nederlands sportjournalist.
Zijn vader Adrianus van Emmenes (roepnaam Janus; 1857-1906) was actief in de Sociaal-Democratische Bond, en zat in de gevangenis wegens belediging van Koning Willem III. Ad van Emmenes bleef zijn hele leven een typische telg uit "de rode familie": hij werkte vooral voor de VARA en was zijn hele leven geheelonthouder.
Hij volgde een opleiding tot chemisch ingenieur, een zeldzaamheid in de kring van sportjournalisten, zodat hij later steevast met zijn titel werd aangeduid. Al als jonge jongen had hij grote belangstelling voor voetbal. Hij zag zijn eerste interland in 1909 en was al jong lid van de bondsvergadering van de KNVB. In oktober 1924 werd hij redacteur van het bondsorgaan De Sportkroniek. Tijdens het WK van 1934 maakte hij deel uit van de Nederlandse delegatie als persgedelegeerde.
Sinds dat jaar hield hij ook regelmatig praatjes over voetbal voor de VARA-radio. Op 31 maart 1935 verving hij AVRO-coryfee Han Hollander 
als verslaggever bij Nederland-België. Hij vond dat hij het er goed vanaf gebracht had, maar toen hij de volgende dag zijn krantenman vroeg of die de uitzending gehoord had zei deze: "Geef mij de Hollander maar." Voor de oorlog versloeg hij vaak wedstrijden samen met Jan Broeksz.
Na het ontslag van Hollander in 1940 werd Van Emmenes dé voetbalverslaggever van de gelijkgeschakelde Nederlandsche Omroep. Na de oorlog werd hij redacteur van het weekblad Sport en Sportwereld, tot dit in 1970 verdween. Daarna was hij nog een aantal jaren parttime redacteur van De K.N.V.B.'er. Op 25 oktober  1953 deed hij voor het eerst verslag voor de televisie, andermaal Nederland-België. Bekende wedstrijden die hij versloeg waren onder andere de 1-2-overwinning van Nederland bij wereldkampioen West-Duitsland in 1956 en het debuut in Oranje van Johan Cruijff in 1966.
Van Emmenes was een zeer deskundig verslaggever met een goed geheugen voor de voetbalgeschiedenis. Tot op hoge leeftijd kon hij opstellingen van wedstrijden uit een ver verleden moeiteloos opzeggen. Zijn stijl was enthousiast maar zakelijk: "Ik versta geenszins de kunst voor de microfoon een wedstrijd mooier te maken dan hij is." Een heel andere benadering dus dan die van Theo Koomen, maar voor de kritische verslaggeving van De Volkskrant in de jaren 70 had hij geen goed woord over.
Naast zijn werk voor radio, televisie en bladen schreef hij nog een aantal boeken, alle over voetbal, zoals "Beter voetbal" (met Kick Geudeker) en het standaardwerk "Neerlands voetbalglorie, alle interlands van 1905 tot 1980." Ook was hij een kwart eeuw lang docent spelregelkennis en speltechniek op trainerscursussen. In 1980 bezocht hij nog als supporter het EK in Italië. 

## Trivia
- Ad van Emmenes is de vader van de televisiepresentatrice Viola Holt.
- In Den Haag is de Ad van Emmenesstraat naar hem genoemd.